# Sân vận động Hang Jebat
Sân vận động Hang Jebat (tiếng Mã Lai: Stadium Hang Jebat) là một sân vận động đa năng ở Krubong/Paya Rumput, Melaka, Malaysia. Sân được đặt theo tên của Laksamana của Vương quốc Malacca, Hang Jebat. Sân hiện được sử dụng chủ yếu cho các trận đấu bóng đá. Đây là sân nhà của Melaka United. Sân vận động có sức chứa 40.000 người. Năm 2010, sân vận động này đã tổ chức Đại hội Thể thao Sukma.

## Lịch sử
Sân vận động được hoàn thành vào tháng 9 năm 2004. Do chiến tranh ở Syria, đội tuyển bóng đá quốc gia Syria phải thi đấu nhiều trận đấu trên sân nhà ở đây tại vòng loại World Cup 2018.

## Hình ảnh

Sân vận động Hang Jebat
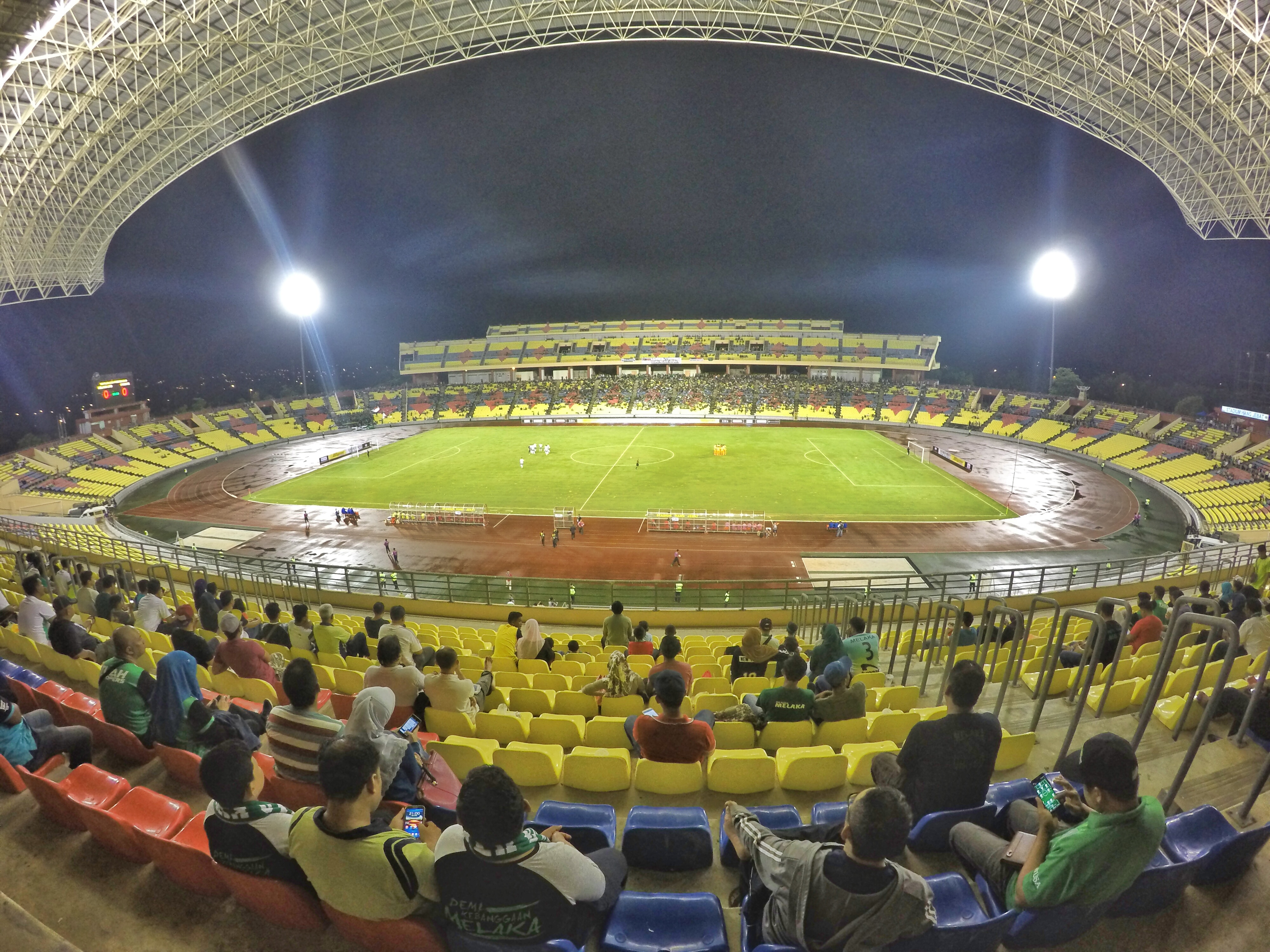
Quang cảnh từ khán đài có mái che
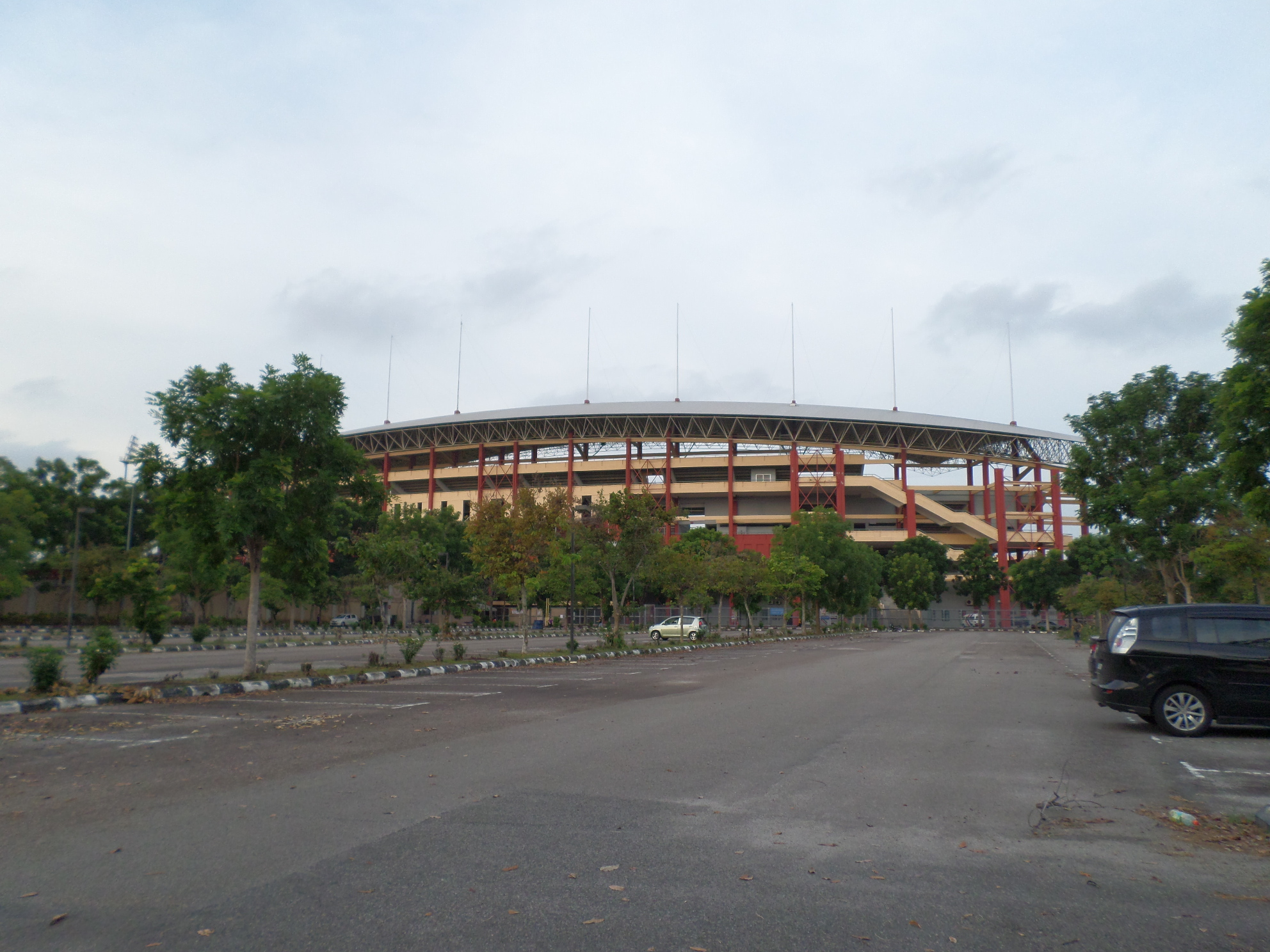
Sân vận động Hang Jebat nhìn từ bên ngoài
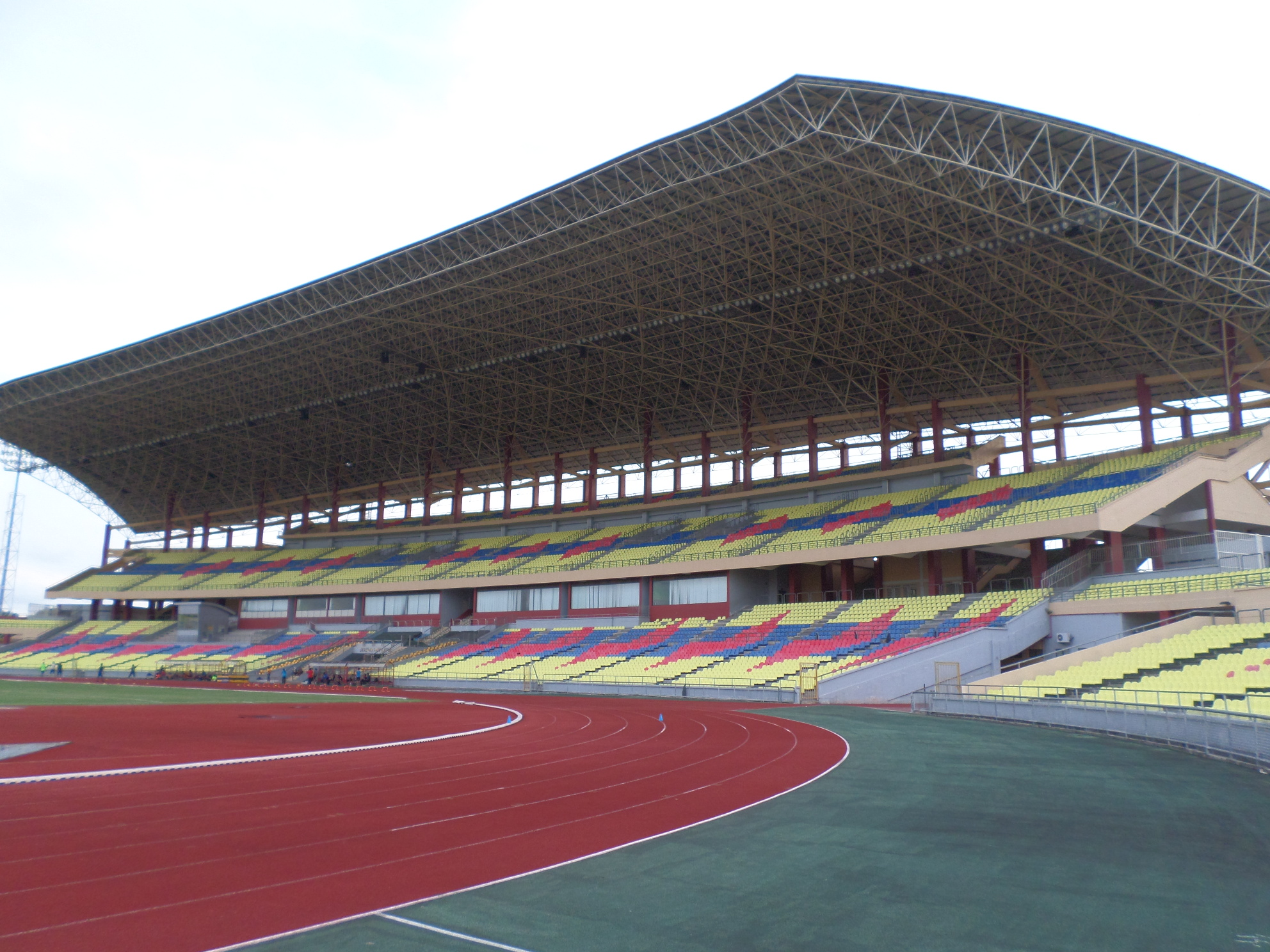
Bên trong sân vận động